# Kismayo
Kismayo, Kismayu ou Kismaayo (em somali: Kismaayo; em árabe: كيسمايو; romaniz.: Kīsmāyū; em italiano: Chisimaio) é uma cidade portuária capital da região de Jubbada Hoose, Somália. Ela é a terceira maior cidade da Somália após Mogadíscio e Hargeisa.[carece de fontes?] A cidade está situada 528 quilômetros a sudoeste de Mogadíscio, próxima da foz do rio Juba, no Oceano Índico.[carece de fontes?]